# Poplavka, Bârzula
Poplavka (în ucraineană Поплавка) este un sat în comuna Cuialnic din raionul Bârzula, regiunea Odesa, Ucraina.

## Demografie
Componența lingvistică a localității Poplavka
     Ucraineană (73,44%)
     Română (25%)
     Rusă (1,56%)
Conform recensământului din 2001, majoritatea populației localității Poplavka era vorbitoare de ucraineană (73,44%), existând în minoritate și vorbitori de română (25%) și rusă (1,56%).